# Награда Меркјури
Награда Меркјури (енгл. Mercury Prize) годишња је музичка награда која се додељује појединцу или групи из Уједињеног Краљевства или Ирске за најбољи албум објављен на британском тржишту.

## О награди
Награду Меркјури су 1992. године установили Британско удружење произвођача фонограма (енгл. BPI; British Phonographic Industry) и Британско удружење продаваца плоча (енгл. BARD; British Association of Record Dealers). Награда је назив добила по свом првобитном насловном спонзору — компанији Меркјури комјуникејшонс.

## Услови и процедуре номиновања
- У конкуренцији за награду може се наћи музика свих савремених жанрова.
- Номиновани албум мора имати дигитално издање у једногодишњем периоду који је прецизиран конкурсом. У истом периоду албум мора бити:
  - у продаји на бар две платформе за електронску трговину које послују на британском тржишту и/или
  - доступан на бар два сервиса за преслушавање музике.
- Албум се може номиновати само преко издавачке куће која поседује или контролише снимке на њему.
- Приликом номиновања албума уплаћује се и новчана накнада. Овај износ је неповратан уколико је номинација прихваћена.
- Само номинације албума су важеће. Не прихватају се номинације компилацијских и EP издања, као ни микстејпова сачињених од претходно објављиваног материјала.
- Појединац чије се издање номинује (извођач, продуцент или композитор) мора бити рођен у Уједињеном Краљевству или Ирској и/или поседовати држављанство једне од ове две државе. Исти услов мора да испуњава бар половина чланова групе чији је албум номинован.[1]

## Добитници и ужи круг номинованих

### 1992—1999.
| Година    | Добитник      | Ужи круг номинованих | Изв.  |
| --------- | ------------- | --- | ----- |
| 1992. (1) | —             | - Бари Адамсон — - Беки Мселеку — - Џон Тавенер и Стивен Исерлис —                                                          | [ 3 ] |
| 1993. (2) | —             | - Гавин Брајарс — - Дина Керол — - Стинг — - Стен Трејси — - Пи-Џеј Харви —                                                 | [ 4 ] |
| 1994. (3) | —             | - Пол Велер — - Ијан Макнаб — - Мајкл Најман — - Шара Нелсон —                                                              | [ 5 ] |
| 1995. (4) | —             | - Гај Баркер — - Ван Морисон — - Џејмс Макмилан — - Трики — - Пи-Џеј Харви —                                                |       |
| 1996. (5) | —             | - Разни извођачи — - Норма Вотерсон — - Питер Максвел Дејвис / Би-Би-Сијева филхармонија — - Марк Морисон — - Кортни Пајн — | [ 6 ] |
| 1997. (6) | —             | - Бет Ортон — - Џон Тавенер — - Марк-Ентони Тернејџ —                                                                       | [ 7 ] |
| 1998. (7) | —             | - Роби Вилијамс — - Елајза Карти — - Џон Серман —                                                                           | [ 8 ] |
| 1999. (8) | Талвин Синг — | - Томас Адес — - Денис Баптист — - Бет Ортон — - Кејт Расби — - — 13                                                        | [ 9 ] |

### 2000—2009.
| Година     | Добитник                                        | Ужи круг номинованих                                                                              | Изв.          |
| ---------- | ----------------------------------------------- | ------------------------------------------------------------------------------------------------- | ------------- |
| 2000. (9)  | —                                               | - Кетрин Вилијамс — - Ричард Ешкрофт — - Ем-Џеј Кол — - Николас Мо — - Нитин Сони —               | [ 10 ]        |
| 2001. (10) | Пи-Џеј Харви —                                  | - Том Макреј — - Сушила Раман — - Ед Харкорт — - — (номинација повучена на захтев групе)          | [ 11 ]        |
| 2002. (11) | Мис Дајнамајт — A Little Deeper                                | - Гај Баркер — - Дејвид Боуи — - Џоана Макгрегор — - Беверли Најт — - Рутс Манува — - Џема Хејз — | [ 12 ]        |
| 2003. (12) | Дизи Раскал —                                   | - Тери Вокер — - Елајза Карти — - Соуето Кинч — - Мартина Топли Берд —                            | [ 13 ]        |
| 2004. (13) | —                                               | - Роберт Вајат — - Ејми Вајнхаус — - Џос Стоун — - Тај — - Џамелија —                             | [ 14 ]        |
| 2005. (14) | —                                               | - Сет Лејкман — - Кеј-Ти Танстал —                                                                | [ 15 ]        |
| 2006. (15) | — Whatever People Say I Am, That's What I'm Not | - Том Јорк — - Изобел Кемпбел и Марк Ланеган — - Зои Рахман — - Лу Роудс — - Ричард Хоули —       | [ 16 ]        |
| 2007. (16) | —                                               | - Ејми Вајнхаус — - Дизи Раскал — - Фион Реган — - Џејми Ти — - и Себ Рочфорд —                   | [ 17 ] [ 18 ] |
| 2008. (17) | —                                               | - Адел — 19 - Беријал — - Естел — - Лора Марлинг — - Роберт Плант и Алисон Краус —                | [ 19 ]        |
| 2009. (18) | Спич Дебел — Speech Therapy                                   | - Лиса Ханиган —                                                                                  | [ 20 ]        |

### 2010—2019.
| Година     | Добитник             | Ужи круг номинованих | Додатне информације | Изв.                 |
| ---------- | -------------------- | --- | --- | -------------------- |
| 2010. (19) | —                    | - Корин Бејли Реј — - Пол Велер — - Лора Марлинг — - Дизи Раскал —                                                                    | | [ 21 ]               |
| 2011. (20) | Пи-Џеј Харви —       | - Адел — 21 - Кејти Би — - Џејмс Блејк — - Гоустпоет — - Ана Калви — - Кинг Криозот и Џон Хопкинс — - Гвилим Симкок — - Тајни Темпа — | | [ 22 ]               |
| 2012. (21) | —                    | - Џеси Вер — - Мајкл Киванука — - Лијен ла Хавас — - Сем Ли — - Бен Хауард — - Ричард Хоули —                                         | | [ 23 ]               |
| 2013. (22) | Џејмс Блејк — Overgrown       | - Џејк Баг — - Дејвид Боуи — - Лора Марлинг — - Лора Мвула — - Џон Хопкинс —                                                          | | [ 24 ]               |
| 2014. (23) | —                    | - Дејмон Албарн — - Ана Калви — - Ник Малви — - Кејт Темпест —                                                                        | - Период обухваћен конкурсом: 10. септембар 2013 — 8. септембар 2014. - Жири: Лијен ла Хавас, Гоустпоет, Ени Мак и још 9 чланова - Свечана додела награде: 29. октобар 2014.                                    | [ 25 ] [ 26 ] [ 27 ] |
| 2015. (24) | Бенџамин Клементин — | - Афекс Твин — - Гоустпоет — - Си Данкан — - Еска — - Газ Кумбс — - Рошин Марфи —                                                     | - Период обухваћен конкурсом: 9. септембар 2014 — 25. септембар 2015. - Жири: Ана Калви, Корин Бејли Реј, Ник Малви и још 9 чланова - Свечана додела награде: 16. октобар 2015.                                 | [ 28 ]               |
| 2016. (25) | Скепта — Konnichiwa            | - Анони — - Дејвид Боуи — - Џејми Вун — - Кејно — - Мајкл Киванука — - Лора Мвула — - — The Bride                                     | - Период обухваћен конкурсом: 26. септембар 2015 — 29. јул 2016. - Жири: Џарвис Кокер, Џејми Калум, Шахид Кан, Кејт Темпест, Џеси Вер, Ели Роузел и још 7 чланова - Свечана додела награде: 15. септембар 2016. | [ 29 ]               |
| 2017. (26) | Самфа — Process             | - Лојл Карнер — - Стормзи — - Кејт Темпест — - Џеј Хас — - Ед Ширан — ÷                                                               | - Период обухваћен конкурсом: 30. јул 2016 — 21. јул 2017. - Жири: Лијен ла Хавас, Ела Ејр, Маркус Мамфорд, Џејми Калум, Џеси Вер и још 8 чланова - Свечана додела награде: 14. септембар 2017.                 | [ 30 ]               |
| 2018. (27) | —                    | - Лили Ален — - Кинг Крул — - Новелист — - Џорџа Смит — - Надин Шах —                                                                 | - Период обухваћен конкурсом: 22. јул 2017 — 20. јул 2018. - Жири: Ела Ејр, Џејми Калум, Лијен ла Хавас, Маркус Мамфорд и још 9 чланова - Свечана додела награде: 20. септембар 2018.                           | [ 31 ]               |
| 2019. (28) | Дејв — Psychodrama              | - Ана Калви — - Кејт ле Бон — - Литл Симз — - Нао — - Слоутај —                                                                       | - Период обухваћен конкурсом: 21. јул 2018 — 19. јул 2019. - Жири: Газ Кумбс, Џејми Калум, Џорџа Смит, Стормзи и још 9 чланова - Свечана додела награде: 19. септембар 2019.                                    | [ 32 ]               |

### 2020—данас
| Година     | Добитник         | Ужи круг номинованих | Додатне информације | Изв.                        |
| ---------- | ---------------- | --- | --- | --------------------------- |
| 2020.      | Мајкл Киванука — | - Мозиз Бојд — - Дуа Липа — - Кејно — - Лора Марлинг — - Ана Мередит — - Стормзи — - Чарли Екс-Си-Екс — - Џорџија —               | - Период обухваћен конкурсом: 20. јул 2019 — 17. јул 2020. - Жири: Ана Калви, Газ Кумбс, Џејми Калум, Џорџа Смит и још 8 чланова - Свечана додела награде: 24. септембар 2020.       | [ 33 ]                      |
| 2021.      | Арло Паркс — Collapsed in Sunbeams    | - Бервин — - Нубја Гарсија — - Гетс — - Лора Мвула — - Хана Пил — - Селест — - , Фероу Сандерс и Лондонски симфонијски оркестар — | - Период обухваћен конкурсом: 18. јул 2020 — 16. јул 2021. - Жири: Ана Калви, Хејзел Вајлд, Џејми Калум, Мајкл Киванука и још 8 чланова - Свечана додела награде: 9. септембар 2021. | [ 34 ] [ 35 ]               |
| 2022.      | Литл Симз — Sometimes I Might Be Introvert     | - Џеси Бакли и Бернард Батлер — - Гвено — - Коџи Радикал — - Џој Крукс — - Фергус Макриди — - Хари Стајлс — - Сем Фендер —        | - Период обухваћен конкурсом: 17. јул 2021 — 15. јул 2022. - Жири: Ана Калви, Хејзел Вајлд, Џејми Калум, Лојл Карнер и још 8 чланова - Свечана додела награде: 18. октобар 2022.     | [ 36 ] [ 37 ] [ 38 ] [ 39 ] |
| 2023. (32) | —                | - Џеси Вер — - Оливија Дин — - Лојл Карнер — - Реј — - Џеј Хас —                                                                  | - Период обухваћен конкурсом: 16. јул 2022 — 14. јул 2023. - Жири: Ана Калви, Хана Пил, Џејми Калум, Мистаџем и још 8 чланова - Свечана додела награде: 7. септембар 2023.           | [ 40 ] [ 41 ] [ 42 ]        |
| 2024. (33) | —                | - Нија Аркајвс — - Корин Бејли Реј — - Бервин — - Кет Бернс — - Гетс — - Бет Гибонс — - Чарли Екс-Си-Екс —                        | - Период обухваћен конкурсом: 15. јул 2023 — 12. јул 2024. - Жири: Џејми Калум, Мистаџем и још 8 чланова - Свечана додела награде: 5. септембар 2024.                                | [ 43 ] [ 44 ]               |

## Вишеструке номинације
| Број номинација | Извођач(и) |
| --------------- | --- |
| 5               | · |
| 4               | Лора Марлинг · Пи-Џеј Харви |
| 3               | Дејвид Боуи · Ана Калви · Мајкл Киванука · Лора Мвула · Дизи Раскал · · |
| 2               | Адел · Гај Баркер · Корин Бејли Реј · Бервин · Џејмс Блејк · Ејми Вајнхаус · Пол Велер · Џеси Вер · Гетс · Гоустпоет · Лојл Карнер · Елајза Карти · Кејно · Литл Симз · Бет Ортон · Стормзи · Џон Тавенер · Кејт Темпест · Џеј Хас · Џон Хопкинс · Ричард Хоули · Чарли Екс-Си-Екс · |

## Насловни спонзори награде
- 1992—1997:
- 1998—2001:
- 2002—2003:
- 2004—2008:
- 2009—2014:
- 2015:
- 2016—2021:
- 2022—данас:

## Утицај на настанак других сличних награда
Награда Меркјури послужила је као инспирација за настанак низа сличних признања која вреднују најбоље албуме из других земаља и региона. 
- Аустралијска музичка награда — Награда је установљена 2005. и додељује се за најбољи албум из Аустралије.[45]
- Музичка награда Поларис (енгл. Polaris Music Prize) — Награда је установљена 2006. и додељује се за најбољи албум из Канаде.[46]
- Музичка награда Таите (енгл. Taite Music Prize) — Награда је установљена 2010. и додељује се за најбољи албум из Новог Зеланда.[47]
- Нордијска музичка награда — Награда је установљена 2010. и додељује се за најбољи албум из нордијских земаља.[48]
- Награда за шкотски албум године (енгл. Scottish Album of the Year Award) — Награда је установљена 2012. и додељује се за најбољи албум из Шкотске.[49]